# Plestia circe
Plestia circe är en insektsart som beskrevs av Ronald Gordon Fennah 1950. Plestia circe ingår i släktet Plestia och familjen Ricaniidae. Inga underarter finns listade i Catalogue of Life.